# Cölestin Stampfer

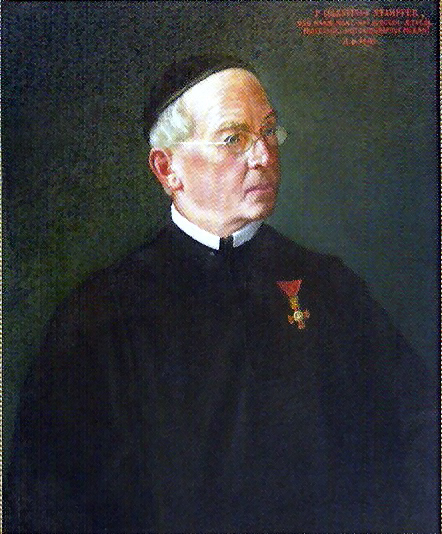
Porträt von Cölestin Stampfer (1891)

Cölestin Stampfer (* 3. September 1823  in Burgeis als Josef Stampfer; † 19. Januar 1895 in  Meran) war ein Tiroler Historiker und Schriftsteller.

## Leben
Josef Stampfer, Sohn eines Kleinbauern und 1849 im Benediktinerkloster Marienberg (Burgeis) zum Priester geweiht, war ab 1852 Lehrer am Benediktinergymnasium in Meran. Stampfer studierte Philosophie am Lyzeum von Innsbruck. Nach seiner Weihe wählte er als Ordensnamen „Cölestin“. Neben seiner Lehrtätigkeit verfasste er zahlreiche Bücher und Zeitschriftenartikel zur Geschichte Merans und des Vinschgaus.
Er war Ehrenbürger Merans und Träger des Goldenen Verdienstkreuzes mit der Krone.

## Werke (Auswahl)
- Geschichte [des] Vinstgaus während der Kriegsjahre 1796–1801. Josef Eberle, Bozen 1861. online
- Geschichte von Meran, der alten Hauptstadt Tirols. Innsbruck 1889 (Reprint, Sändig, Walluf 1976). (online)
- Schlösser und Burgen in Meran und Umgebung. Universitätsverlag Wagner, Innsbruck 1894. 2. Auflage 1909 (online)